# Státní dluh

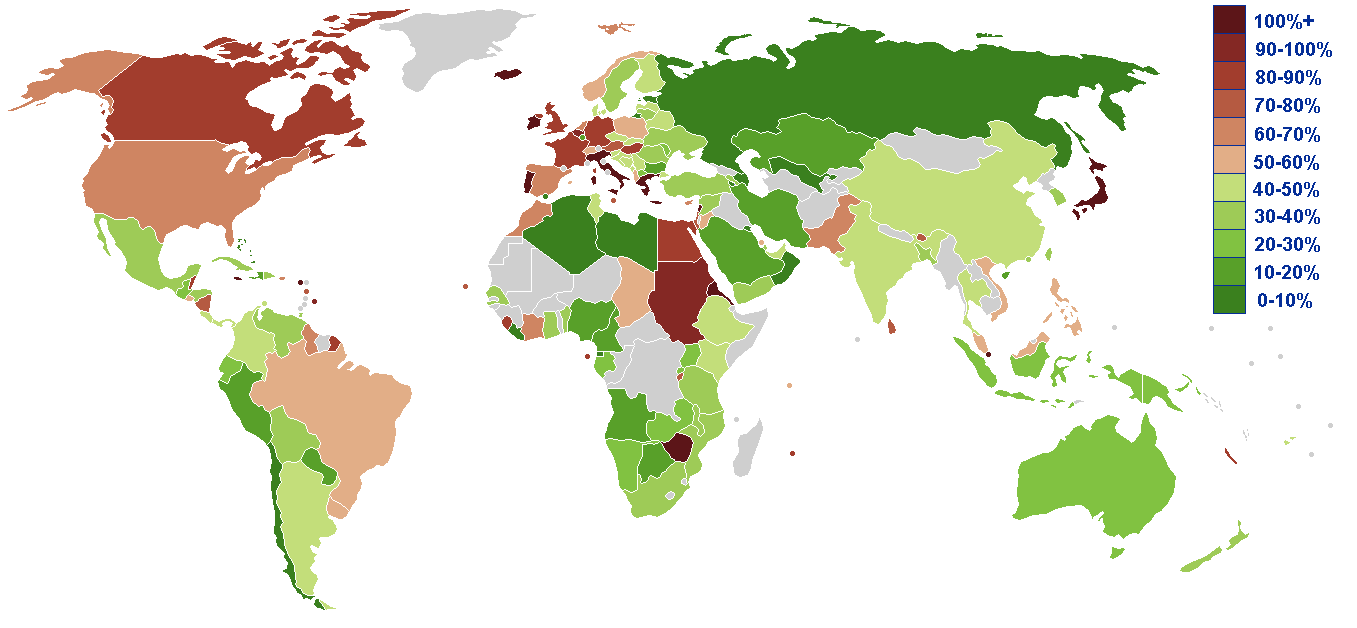
Země světa a jejich výše státního dluhu v procentech jejich HDP; podle CIA

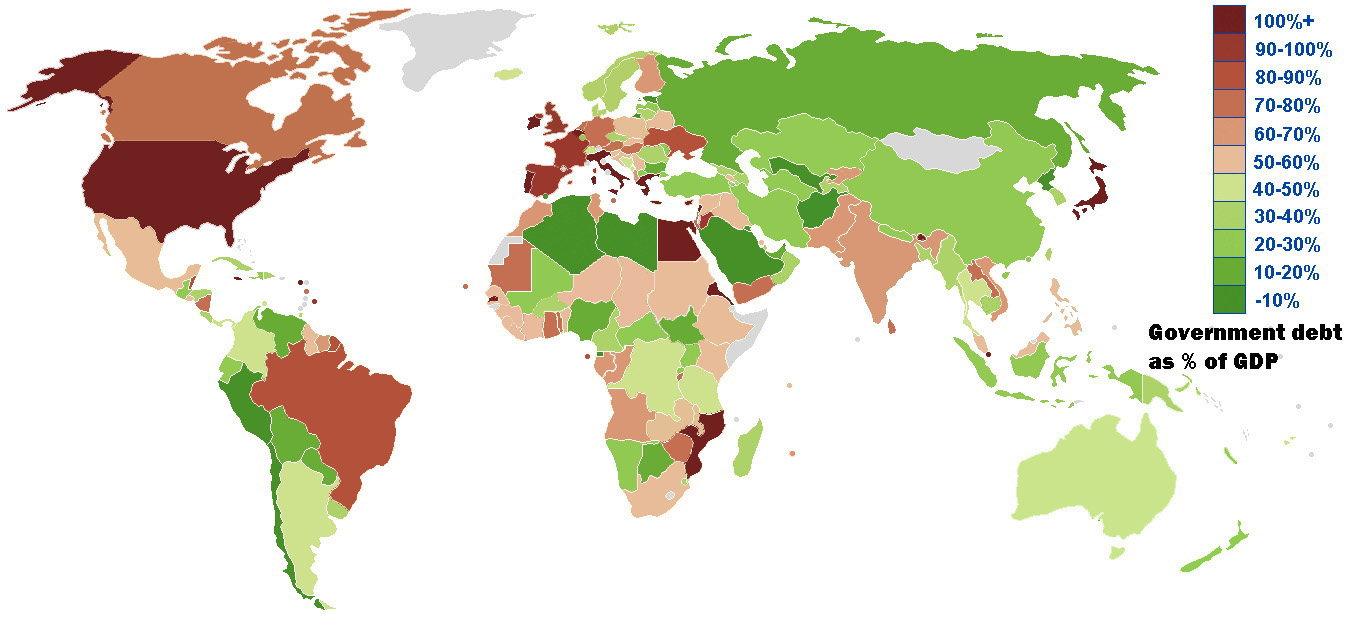
Státní dluh ve světě v % HDP podle IMF

Vývoj konsolidovaného hrubého státního dluhu hlavních ekonomik EU, USA a Japonska v procentech jejich HDP

Termíny státní dluh a veřejný dluh (angl. public debt), vládní dluh (angl. government debt) a národní dluh (angl. national debt) se označuje souhrn závazků ústředních vládních institucí a dalších veřejných orgánů dané země vůči jednotlivým věřitelům. Zahrnuje tedy celkové zadlužení vlády, nižších správních celků (v Česku krajů a obcí), mimorozpočtových fondů a fondů sociálního zabezpečení (např. zdravotních pojišťoven).

## Správa státního dluhu

### Vznik státního dluhu
Veřejný dluh vzniká kumulací schodků (deficitů) veřejných rozpočtů, především státního rozpočtu, v jednotlivých letech. (Také se obvykle udává jako procento ročního hrubého domácího produktu.) Schodku státního rozpočtu vláda dosáhne, pokud její výdaje přesáhnou její příjmy (které jsou tvořeny převážně z daní). 
Vláda si většinu chybějících peněz obvykle půjčuje tzv. emisním financováním, vydáváním dluhopisů (neboli obligací) a dalších cenných papírů s úrokovou sazbou v takové míře, aby ostatní subjekty tyto nakoupily, a tedy umožnily vládě pokrýt její výdaje.
Podle toho, kdo je věřitelem, se rozlišuje vnitřní dluh, kdy věřiteli jsou občané státu a právnické osoby v něm registrované, a zahraniční dluh, kdy jsou věřiteli zahraniční subjekty, a to jak soukromé (např. obchodní banky), tak jiné vlády a nadnárodní instituce (např. Evropská centrální banka či Světová banka). Pro vládu je jasně výhodnější vnitřní dluh, kdy stát de facto dluží sám sobě, ale zda je možné obligace na domácím trhu prodat závisí na absorpci domácího trhu.

### Splácení státního dluhu
Většina států své dluhy vůbec nesplácí – když dojde na splatnost dluhopisů, jsou tyto splaceny tak, že jsou vydány dluhopisy nové (tzv. rolování). Ovšem to se týká pouze států, které si to mohou dovolit, tedy států, jejichž obligace jsou finanční trhy ochotné kupovat. To se odvíjí především od odhadu rizika, že dluhy nebudou včas a řádně splaceny, které vyjadřuje rating (hodnocení) vydávaný ratingovými agenturami. Od ratingu se pak odvíjí rizikový příplatek (angl. risk prime) u CDS, což je cena pojištění právě pro případ, že dojde k nesplácení státního dluhu (angl. sovereign default).
Logickým důsledkem existence státního dluhu je nutnost platit z něj úrok, říká se tomu obsluha státního dluhu a tvoří podstatnou část rozpočtů většiny zemí. Do tzv. dluhové pasti se stát dostane, pokud úroky, které musí platit, jsou vyšší než nominální růst jeho HDP. V důsledku pak stát dostane horší rating, což zase zvýší úrokové sazby; z takové dluhové spirály se nelze jednoduše vymanit.

### Státní dluh a udržitelnost veřejných rozpočtů
Při financování deficitních státních rozpočtů je zásadní, zda stát najde dostatek zájemců, kteří by koupili jeho obligace v domácí měně. V opačném případě mu nezbude než se zadlužit v jedné z mezinárodně uznávaných měn (např. americký dolar nebo euro). Termín dluh fiskálně suverénních zemí (angl. sovereign debt) je právě proto někdy definován jako souhrn veřejných závazků v zahraniční měně.
Míra zvaná fiskální mezera je lepším měřítkem, protože bere v úvahu všechny výdaje. Například v USA je 10,5 % HDP, v Německu 1,2 % HDP a v Itálii dokonce -2,3 % HDP. Znamená, o kolik by se musely teoreticky zvýšit daně, aby byly finance udržitelné (v případě fiskálně zodpovědné Itálie by se tedy mohly snížit).

## Hodnocení státního dluhu ekonomickými školami

### Klasická ekonomická teorie
Klasici věří, že působení vlády v ekonomice by mělo být do značné míry omezeno, a že volný trh je nejefektivnější cesta rozdělení omezeného množství kapitálu. Podle pohledu klasiků, může vysoká míra národního dluhu vést k inflaci, jelikož bude na krajně aby tlačila více peněz, za účelem splacení jejích dluhů. Advokují za snížení vládních výdajů a omezení půjček, za účelem předejití akumulace národního dluhu. Při splácení státního dluhu zastávají názor fiskální úspory a zvýšení daní za účelem vyrovnání rozpočtu a splacení dluhů. 

### Keynesiánství
Zatímco klasici zastávají teorii omezení vládních výdajů, keynesiánští ekonomové mají velmi odlišný názor. Podle Keynese je totiž státní zásah do ekonomiky nezbytný pro její správné fungování. Jeho zastánci věří, že vláda by se neměla bát půjčovat si a zadlužovat se v období recese. Argumentují, že by takto stát stimuloval poptávku a ekonomickou činnost, což by vedlo ke snadnějšímu splacení předchozích dluhů a úroků, bez rizika nemožnosti dluh splatit. 

### Monetarismus
Monetaristé věří, že nejdůležitější částí ekonomiky státu je její peněžní kapitál také, že by vládní nařízení měla být zaměřena na kontrolování inflace právě manipulováním s peněžním kapitálem. Monetaristé vnímají státní dluh jako potenciální hrozbu vůči monetární stabilitě, protože nepřiměřené půjčování si může vést k inflaci, cenové nestabilitě a vyšším úrokovým sazbám. Advokují za snižování vládních výdajů, za účelem vyhnutí se nadměrnému státnímu dluhu. 

### Rakouská ekonomická teorie
Přívrženci této teorie zastávají velmi podobné názory jako přívrženci klasické ekonomické teorie věří ve volný obchod a omezení vládních zásahů do ekonomiky státu. Národní dluh vnímají jako indikátor hlubších ekonomických problémů státu, jako například přílišné vládní výdaje nebo jiné problémy podobného rázu. Advokují za omezení vládních výdajů a vlivu státu na ekonomiku země, také jsou za zrušení veškerého vlivu centrální banky na peněžní kapitál. Snaží se tímto předejít jakémukoli zadlužení. 

### Moderní měnová teorie
Ekonomové přiklánějící se k této teorii věří, že pokud země ovládá svou vlastní měnu, tak se její peníze utratit nikdy nemohou a bude vždy schopna splatit své dluhy. Podle této teorie není národní dluh nutně špatná věc a státy by se neměly obávat zadlužení, pokud tím dosáhnou svých účelů a cílů, co se politiky státu týká. Moderní měnová teorie zastává názor, že skutečným zpomalovačem státních investic je inflace, nikoli státní dluh. 

### Post-Keynesiánství
Zastánci této teorie sdílejí mnoho názorů s původními Keynesiánci, ale s menšími variacemi. Ještě více zdůrazňují a vyzdvihují důležitost role institucionálních faktorů při tvoření ekonomiky státu. Na státní dluh vzhlížejí jako na velmi komplexní problém, který vždy vyžaduje hluboké porozumění a specializovaný přístup. Co se týče vládních zásahů, hájí krátkodobé ekonomické pobídky s dlouhodobou fiskální udržitelností. 

## Příčiny státního dluhu
Primárním důvodem, proč si vlády půjčují, je aby mohla sloužit jako ekonomický „tlumič šoků“. Deficitní financování lze využít například v období recese, kdy státní příjmy prostřednictvím daní klesají a výdaje na stimulaci ekonomické aktivity rostou. Takto vytvořený státní dluh je prospěšný, protože zachovává ekonomickou aktivitu na žádoucí úrovni a umožňuje ekonomice růst, čímž zvyšuje dlouhodobou schopnost státu dluh splácet. Mezi šoky, které mohou vyvolat potřebu vlády půjčit si, patří velké války (2. světová válka), stav nouze pro veřejné zdraví (krize COVID-19) nebo prudký hospodářský pokles (finanční krize 2007-2008).
Další konkrétní příklady potenciálních příčin zadlužení státu mohou být následující: 
- Válečné konflikty, jelikož mohou donutit zemi investovat to techniky, přepravy a válečných operací.
- Sociální programy, zvýšené investice do sociálních programů, jako například resocializační programy, dávky v nezaměstnanosti, důchody, sociální zabezpečení a zdravotní péči, může vést ke zvýšení v oblasti veřejných investic a následně vést k nedostatkům v rozpočtu.
- Investice do infrastruktury, státy si často půjčují peníze za účelem výstavby různých projektů na rozvoj infrastruktury jako například dálnice, silnice nebo veřejná doprava.
- Snižování daní, může vést ke snížení vládního příjmu, což by následně povedlo k potřebě státu půjčovat si.
- Změna demografie obyvatelstva může také vést ke zvýšení státního dluhu. Se stárnoucím obyvatelstvem státu narůstají veřejné výdaje, v oblasti zdravotní péče, důchodů a jiných podobných sférách, rovněž dochází k úbytku lidí v produktivním věku, kteří by ve větší míře přispívali do ekonomiky státu. Taková situace může vést ke zvýšené míře půjčování si a následně státnímu dluhu.
- Přírodní katastrofy a jiné nepředvídatelné situace, státní rozpočet nemůže být nutně připraven na jakoukoli situaci, která je mu předestřena, proto například přírodní katastrofy často mohou vést k nečekanému utrácení státního rozpočtu a dluhům.
- Stejně v tomto hrají roli i politické priority, protože právě vláda rozhoduje o investicích státu, je docela možné, že tyto investice budou ovlivněny populismem, špatný managementem, korupcí nebo chybou v odhadu situace.

Přestože vládní půjčky mohou být prospěšné, je třeba je držet v rozumné míře. Stane-li se vládní dluh neudržitelným, může se vládní sektor dostat do problémů s likviditou i do platební neschopnosti. Proto mnoho zemí přijalo pravidla pro vyrovnaný rozpočet a omezení státního dluhu. V Evropské unii je například aktuální Pakt o stabilitě a růstu, který má zachovat hrubý veřejný dluh pod 60% HDP.  

## Vliv státního dluhu na ekonomiku
Vyvážený státní rozpočet je základem dlouhodobého ekonomického růstu. Silný fiskální základ umožňuje občanům větší přístup ke kapitálu, větší množství zdrojů pro budoucí veřejné (i soukromé) investice, vyšší spotřebitelskou důvěru a silnější záchrannou síť.
Pokud se však nepodaří dosáhnout zdravé fiskální situace, hrozí několik znatelných rizik, která se dotknou ekonomiky jako celku. Mezi největší taková rizika patří:  

#### Snížení soukromých investic
Vládní a soukromé půjčky vzájemně soutěží o finanční prostředky na národních kapitálových trzích. Při větším zadlužení státu bude vyšší potřeba si půjčovat, čímž zvýší úrokové sazby a vytlačí soukromé investice. V určitém okamžiku by investoři mohli začít pochybovat o schopnosti vlády splácet dluh, a tudíž by požadovali ještě vyšší úrokové sazby. Tím by se soukromé investice ještě více omezily a ekonomický růst by zpomalil.

#### Méně pracovních příležitostí pro občany
Rostoucí státní dluh má přímý dopad na množství pracovních příležitostí. Pokud vysoký státní dluh způsobí vytlačování soukromých investic, firmy budou mít menší možnost se rozvíjet, což má za důsledek snížení počtu pracovních míst.

#### Zvýšené riziko fiskální krize
Pokud by investoři ztratili důvěru ve schopnost vlády splácet dluh, zvýšily by se požadavky na výnosy z vládních cenných papírů, což by vedlo k vyšším úrokovým sazbám vládních půjček. To může vést ke zvýšené inflaci, čímž by se snížila hodnota nesplacených vládních cenných papírů a držitelé těchto cenných papírů by zaznamenaly ztráty. Protože mezi tyto držitele zpravidla patří i podílové fondy, penzijní fondy, pojišťovny a banky, tyto ztráty by mohly značným způsobem destabilizovat ekonomiku.

#### Ohrožení záchranné sítě
Vysoký státní dluh ohrožuje záchrannou síť pro ty nejzranitelnější ve společnosti. Pokud vláda nemá dostatečné zdroje a stabilitu udržitelného rozpočtu, ohrožuje tím vládní programy na podporu těch, kteří to nejvíce potřebují.

#### Kurzové riziko
Zadlužení státu může vést k inflaci, což se odrazí v poklesu hodnoty domácí měny na devizovém trhu. Zahraničí držitel tedy čelí riziku poklesu hodnoty domácí měny vůči jeho místní měně. Vláda může vydat dluh v cizí měně, čímž eliminuje kurzové riziko pro zahraniční investory. Tím ovšem půjčující vlády nese veškeré kurzové riziko.

## Státní dluh v České republice
Charakteristickým rysem domácích veřejných financí jsou již od vzniku ČR převažující strukturální deficity. Vládní dluh České republiky se začal od roku 2019 opět zvyšovat. Ke konci roku 2020 dosahoval 2 153 mld. Kč. Hlavními příčinami nárůstu relativního vládního dluhu byly v roce 2020 propad HDP a výrazné deficitní hospodaření, které je důsledkem realizací fiskálních stabilizačních opatření české vlády a výpadkem příjmů státu souvisejících s propadem ekonomické aktivity.

## Mezinárodní dluhové srovnání
| Země           | 2007 | 2010 | 2011 | 2015    |
| -------------- | ---- | ---- | ---- | ------- |
| USA            | 65%  | 96%  | 100% | 105 %   |
| EU             | 59%  | 80%  | 83%  | 86,8 %  |
| Rakousko       | 62%  | 78%  | 72%  | 83,4 %  |
| Francie        | 64%  | 82%  | 86%  | 98,2 %  |
| Německo        | 65%  | 82%  | 81%  | 71,7 %  |
| Švédsko        | 40%  | 39%  | 38%  | 44,0 %  |
| Finsko         | 35%  | 48%  | 49%  | 61,2 %  |
| Řecko          | 104% | 123% | 165% | 171,3 % |
| Rumunsko       | 13%  | 31%  | 33%  | 39,9 %  |
| Bulharsko      | 17%  | 16%  | 16%  | 26,4 %  |
| Česko          | 28%  | 38%  | 41%  | 41,4 %  |
| Itálie         | 112% | 119% | 120% | 135,8 % |
| Nizozemsko     | 52%  | 77%  | 65%  | 68,9 %  |
| Polsko         | 51%  | 55%  | 56%  | 43,4 %  |
| Španělsko      | 42%  | 68%  | 68%  | 101,0 % |
| Velká Británie | 47%  | 80%  | 86%  | 90,6 %  |
| Japonsko       | 167% | 197% | 204% | 227,9 % |
| Rusko          | 9%   | 12%  | 10%  | 13,5 %  |

## Dluhové srovnání států EU
| stát           | 2009  | 2010  | 2011  | 2012  | 2013  | 2014  | 2015  | 2016  | 2017  | 2018  | 2019  | 2020  | 2021  | 2022  | 1Q/2023 |
| -------------- | ----- | ----- | ----- | ----- | ----- | ----- | ----- | ----- | ----- | ----- | ----- | ----- | ----- | ----- | ------- |
| Řecko          | 129,7 | 148,3 | 171,3 | 159,6 | 177,7 | 180,1 | 176,9 | 180,8 | 178,6 | 181,1 | 176,6 | 205,6 | 193,3 | 171,3 | 168,3   |
| Itálie         | 116,4 | 119,3 | 116,4 | 123,3 | 129,0 | 132,5 | 132,7 | 132,0 | 131,8 | 132,2 | 134,8 | 155,8 | 150,8 | 144,4 | 143,5   |
| Portugalsko    | 83,7  | 94,0  | 111,1 | 126,2 | 129,0 | 130,2 | 129,0 | 129,9 | 125,7 | 121,5 | 117,7 | 133,6 | 127,4 | 113,9 | 113,8   |
| Španělsko      | 54,0  | 61,7  | 69,2  | 85,4  | 93,7  | 99,3  | 99,2  | 99,0  | 98,3  | 97,1  | 95,5  | 119,9 | 118,4 | 113,2 | 112,8   |
| Francie        | 79,2  | 82,4  | 85,2  | 89,6  | 92,4  | 95,4  | 96,2  | 96,6  | 97,0  | 98,4  | 98,1  | 115,1 | 112,5 | 111,6 | 112,4   |
| Belgie         | 95,7  | 95,7  | 102,0 | 104,1 | 105,2 | 106,5 | 106,1 | 105,9 | 103,1 | 102,0 | 98,8  | 114,1 | 108,4 | 105,1 | 107,4   |
| Velká Británie | 67,1  | 78,4  | 81,8  | 85,3  | 86,2  | 88,2  | 89,0  | 88,2  | 87,7  | 86,8  | 84,1  | 103,7 | 95,9  | 101,0 | 100,5   |
| Kypr           | 58,5  | 61,3  | 66,0  | 79,3  | 102,5 | 108,2 | 108,9 | 106,6 | 97,5  | 102,5 | 95,5  | 119,1 | 103,6 | 86,5  | 84,0    |
| Rakousko       | 69,2  | 72,3  | 82,1  | 81,6  | 80,8  | 84,3  | 86,2  | 83,6  | 78,4  | 73,8  | 70,3  | 83,5  | 83,0  | 78,4  | 80,6    |
| Maďarsko       | 79,8  | 82,2  | 81,0  | 78,3  | 76,8  | 76,2  | 75,3  | 76,0  | 73,6  | 70,8  | 66,3  | 80,4  | 76,6  | 73,3  | 74,9    |
| Finsko         | 43,5  | 48,7  | 48,5  | 52,9  | 55,5  | 59,3  | 63,1  | 63,0  | 61,4  | 58,9  | 59,2  | 69,5  | 72,3  | 73,0  | 72,5    |
| Chorvatsko     | 36,6  | 44,9  | 63,7  | 70,7  | 82,2  | 86,5  | 86,7  | 80,6  | 78,0  | 74,6  | 73,2  | 88,7  | 79,8  | 68,4  | 69,5    |
| Slovinsko      | 35,2  | 38,7  | 46,5  | 53,9  | 71,0  | 81,0  | 83,2  | 78,6  | 73,6  | 70,1  | 66,1  | 80,8  | 74,7  | 69,9  | 69,5    |
| Německo        | 74,5  | 82,5  | 77,9  | 79,6  | 77,2  | 74,7  | 71,2  | 68,2  | 64,1  | 60,9  | 59,8  | 69,7  | 69,3  | 66,3  | 65,9    |
| Slovensko      | 35,6  | 41,0  | 43,4  | 52,4  | 55,0  | 53,9  | 52,9  | 51,8  | 50,9  | 48,9  | 48,0  | 60,3  | 63,1  | 57,8  | 57,9    |
| Malta          | 66,5  | 66,8  | 69,7  | 67,5  | 68,6  | 67,1  | 63,8  | 56,2  | 50,8  | 46,0  | 42,9  | 54,8  | 56,4  | 53,4  | 53,6    |
| Rumunsko       | 23,6  | 30,5  | 34,2  | 37,4  | 38,0  | 39,8  | 38,4  | 37,4  | 35,0  | 35,0  | 35,2  | 47,3  | 48,8  | 47,3  | 49,0    |
| Nizozemsko     | 60,8  | 63,4  | 61,3  | 66,4  | 67,9  | 68,2  | 65,1  | 61,8  | 56,7  | 52,4  | 48,7  | 54,3  | 52,4  | 51,0  | 48,3    |
| Polsko         | 50,9  | 54,9  | 54,8  | 54,0  | 56,0  | 50,5  | 51,3  | 54,2  | 50,6  | 48,9  | 46,0  | 57,5  | 53,8  | 49,1  | 48,1    |
| Česko          | 34,6  | 38,4  | 39,9  | 44,7  | 45,1  | 42,7  | 40,3  | 36,8  | 34,6  | 32,7  | 30,2  | 37,8  | 42,0  | 44,1  | 44,5    |
| Irsko          | 64,4  | 91,2  | 111,2 | 120,1 | 120,0 | 107,5 | 78,7  | 72,8  | 68,0  | 64,8  | 57,3  | 58,4  | 55,3  | 44,7  | 43,5    |
| Lotyšsko       | 36,9  | 44,4  | 42,7  | 41,4  | 39,1  | 40,8  | 36,4  | 40,5  | 40,1  | 36,6  | 36,9  | 43,5  | 44,8  | 40,8  | 42,9    |
| Litva          | 29,3  | 37,8  | 37,2  | 39,8  | 38,8  | 40,7  | 42,8  | 40,1  | 39,7  | 34,2  | 36,2  | 47,1  | 44,3  | 38,4  | 38,4    |
| Švédsko        | 42,6  | 39,4  | 36,2  | 37,2  | 39,8  | 44,8  | 43,2  | 42,1  | 40,6  | 38,8  | 35,2  | 39,7  | 36,3  | 33,0  | 31,7    |
| Dánsko         | 40,7  | 42,7  | 46,4  | 45,2  | 44,7  | 44,8  | 40,4  | 37,9  | 36,4  | 34,1  | 33,3  | 42,1  | 36,6  | 30,1  | 29,4    |
| Lucembursko    | 15,5  | 19,5  | 19,1  | 22,0  | 23,3  | 22,9  | 21,5  | 20,8  | 23,0  | 21,4  | 22,1  | 24,8  | 24,3  | 24,6  | 28,0    |
| Bulharsko      | 14,6  | 16,2  | 15,7  | 16,8  | 17,1  | 27,0  | 26,7  | 29,0  | 25,4  | 22,6  | 20,4  | 25,0  | 25,1  | 22,9  | 22,5    |
| Estonsko       | 7,1   | 6,7   | 6,0   | 9,5   | 9,9   | 10,4  | 9,7   | 9,4   | 9,0   | 8,4   | 8,4   | 18,2  | 18,1  | 18,4  | 17,2    |

## Historie státního dluhu
Schopnost vlády vydávat státní dluh byla klíčová ve fázi budování státu. Státní dluh byl silně provázán se vzestupem demokracie, finančních trhů a ekonomického růstu. Podstatný krok se odehrál v Anglii, která v 17. a 18. století zřídila parlament, který zahrnoval věřitele jako součást větší koalice, jejíž povolení muselo být zajištěno, aby si země mohla půjčovat nebo zvyšovat daně. Zavedení této instituce výrazně zlepšilo schopnost Anglie si půjčovat, protože věřitelé byli ochotnější držet dluh státu s demokratickými institucemi, které by podporovaly splácení dluhu, oproti státu, kde panovník nebyl institucionálně nucen dluh splácet.
Jelikož veřejný dluh začal být považován za jistou a likvidní investici, lidé ho začali používat jako zástavu pro soukromé půjčky. Tím se silně propojily soukromé finanční trhy a trh veřejného dluhu. Mnoho veřejných statků bylo financováno za pomoci vládních půjček, které tímto způsobem vedly ke zvýšení ekonomického růstu.
Dle písemných záznamů docházelo k veřejným půjčkám již ve starověkém Řecku. Revoluci ve veřejných financích vyvolalo až založení Bank of England v roce 1694, díky které došlo k ukončení defaultů typu Velké zastávka státní pokladny (1672), kdy Karel II. pozastavil platby na svých účtech. Od tohoto okamžiku byla britská vláda vždy schopna splatit dluhy svým věřitelům. V následujících stoletích se k Velké Británii přidaly další země v Evropě i po celém světě a zavedly podobné finanční instituce ke správě vládního dluhu.
V České republice se po osamostatnění v roce 1993 státní dluh postupně snižoval až do roku 1997. V tomto roce nastal bod zlomu, kdy začalo docházet ke každoročnímu zvýšení objemu státního dluhu. Příčinou tohoto zvratu byla především schodkovost státního rozpočtu. Dalším faktorem byly kurzové vlivy, jejichž intenzita vzrostla po uvolnění fluktuačního pásma pro pohyb kursu české koruny v květnu 1997.
Na konci února 2022 prohlásilo Ministerstvo financí ČR, že v důsledku pandemie státní dluh dosáhl ke konci roku 2021 výše 2,47 bilionu Kč, což činí 40,4% HDP.
Pandemie Covid 19 zvýšila globální veřejný dluh o 19,5 bilionů amerických dolarů. Zvýšení státních výdajů v době pandemie ovšem sloužilo jako prevence proti větším ekonomickým ztrátám, které mohla pandemie vyvolat. Dle prognóz do roku 2030 by většina zemí neměla mít problém s náklady na splácení veřejného dluhu.

## Státní dluhopisy
Státní dluhopis je dluhopis emitovaný státem, v případě České republiky je vydavatelem Ministerstvo financí. Emisi má na starost Česká národní banka, která se také stará o vyplácení úroků.
Státní dluhopisy se dělí podle doby splatnosti na krátkodobé, střednědobé a dlouhodobé. Krátkodobé se nazývají pokladniční poukázky a mají dobu splatnosti do 1 roku, resp. 52 týdnů. U střednědobých dluhopisů je doba splatnosti nejčastěji mezi 1 rokem a 10 lety. Jako dlouhodobé jsou označovány státní dluhopisy, jejichž doba splatnosti přesahuje 10 let. Česká republika zatím vydává dluhopisy se splatností maximálně 50 let. Největší objem peněz stát získává emisí 10letých a 15letých dluhopisů.
Stát má možnost vydat dluhopisy buď ve vlastní nebo v cizí měně. Většina vyspělých zemí nejčastěji vydává dluhopisy ve vlastní měně, případně v eurech, pokud se jedná o státy Evropské unie. Nicméně státní dluh rozvojových zemí je zejména v cizích stabilních měnách. To vyplývá za vzorku rozvojových zemí mezi lety 1979 a 2006, kdy téměř 70% jejich dluhu je v amerických dolarech.
Státní dluhopisy v cizí měně s sebou nesou riziko spojené se směnným kurzem mezi měnami. Dluhopis se pro investora stane méně výhodným, pokud se cizí měna znehodnocuje vůči té domácí. Může také nastat situace, ve které by vláda nebyla schopná pro plnění dluhu sehnat potřebné množství cizí měny.
Státní dluhopisy s sebou obecně nesou nízkou míru rizika. Stát má možnost vydat nové dluhopisy pro zaplacení starších. Státní dluhopisy vydávané v zemích, které jsou považované za rizikovější, nabízejí vyšší úrok, aby přilákaly investory i přes vyšší riziko plynoucí z takové investice.

### Riziko
Kupování dluhopisů vydaných v národní měně se většinou považuje za bezrizikovou investici, ačkoliv v některých případech může dojít k tomu, že vláda není schopná závazek dodržet. Velká bezrizikovost vychází z toho, že dluh i s úroky může být splacen za využití různých nástrojů jako zvýšení výnosů z daní (v případě hospodářského růstu), snížení nákladů nebo vytvořením dalších peněz (v takovém případě se ale stát vystavuje riziku vysoké inflace až hyperinflace). V historii se objevily i země, které dluh nesplatily, přestože měly možnost „jednoduše vytisknout“ další peníze, ale kvůli inflačnímu riziku tak neučinily.  Nejbližším příkladem je nedávná hospodářská krize v Řecku, která vedla k tomu, že Řecko nebylo schopno dostát svým závazkům a dluh splatit.
V běžné praxi se úroky ze státních dluhopisů liší v různých zemí. Stabilní ekonomiky obvykle nabízí výnos do 5 %. Zajímavým příkladem je Evropská unie, kde několik zemí nabízí dluhopisy v eurech, ale liší se jejich úrok.
Velkým rizikem jsou politicky nestabilní země, ve kterých značně hrozí, že dluh nesplatí. Nejznámějšími příklady jsou Španělsko v 16. a 17. století, které vynulovalo svůj státní dluh sedmkrát během jednoho století, v revoluci v roce 1917 Rusko odmítlo nést zodpovědnost za dluhy Ruského impéria.

## Mezinárodní dluh
Samozřejmě národní dluh neexistuje pouze ve vakuu, ale je úzce spjat i s mezinárodním dluhem země. Obzvláště v dnešním ekonomickém klimatu, které je zaměřeno na globalizaci, se země stále více spoléhají na mezinárodní půjčky. Mezinárodní dluh země je objem peněz, který jedna země dluží jiné zemi nebo nadnárodní finanční organizací, jako například World Bank nebo International Monetray Fund. Vzniká, když si země půjčuje peníze od zahraničních věřitelů, na snížení deficitu ve svém vlastním rozpočtu nebo na financování projektů zaměřených na vývoj.
Je mnoho důvodů proč by se země rozhodla mezinárodně se zadlužit, jeden z hlavních důvodů jsou například projekty na výstavbu infrastruktury, jako městská doprava, dálnice, silnice, vlakové spoje a letiště. Všechny tyto investice mají vysokou návratnost a přispívají do rozvoje ekonomiky dané země. Dalším důvodem pro mezinárodní půjčku může být, že chtějí takto řešit deficity platební bilance, k těm dochází když dovoz země převyšuje její vývoz. V takovém případě si země zvyknou půjčovat peníze, aby splatily tento rozdíl, za účelem zachování svých deviz. Rovněž jsou mezinárodní půjčky využívány k úhradě různých sociálních programů.
Mezinárodní dluhy však mohou mít i negativní dopad na ekonomiku státu a představují reálné riziko. Jedním z největších rizik je nemožnost dluh splatit, což by vedlo k vážným následkům, jako například omezení přístupu na mezinárodní kapitálové trhy, poškození úvěrového ratingu země a vyšších nákladů na úvěry.
Věc, která by neměla být opomenuta je variace dopadu důsledků na rozdílné skupiny uvnitř země. Výhody vycházející z implementace rozličných státních investic, na které si stát půjčil se většinou netýká celé společnosti. Například ze zvýšeného utrácení na programy sociální podpory bude benefitovat pouze určitá část společnosti, stejně jako například z výstavby infrastruktury v hlavním městě. Zvýšení státního dluhu představuje reálné riziko poškození pro alespoň část demografie země.

### Role mezinárodních institucí ve správě dluhové krize[39][40]
Existují mezinárodní instituce, jako například IMF nebo World Bank, které se pomoci korigovat země čelícím dluhové krizi, a to poskytováním nouzových půjček, ty jsou navrženy tak, aby okamžitě vládě poskytly krátkodobou finanční úlevu a dovolily jí řešit ty nejvíce naléhavé problémy, a později pak i implementaci lepších a dlouhodobějších nařízení a zákonů. Také úzce spolupracují s těmito zeměmi při tvorbě vládních nařízení a zákonů, které by podporovaly ekonomický růst v dané zemi.

## Dluhová krize v eurozóně

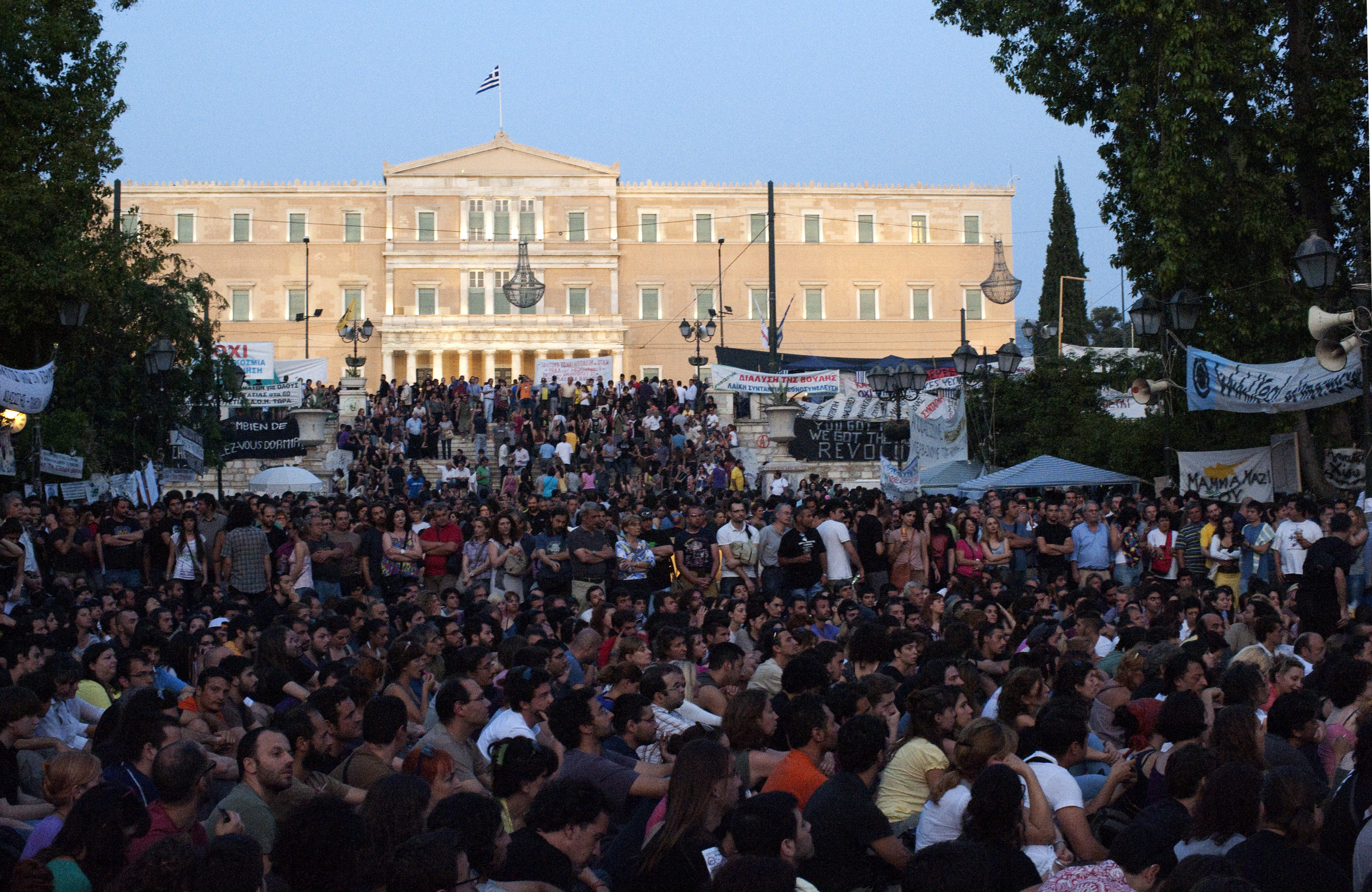
Protesty v Řecku během dluhové krize

### Řecko
Řecko se s finanční krizí potýkalo od roku 2010, ačkoliv již v roce 2009 oznámilo rozpočtový schodek třikrát vyšší, než kolik povoloval limit Evropské unie. Kvůli neschopnosti splácet dluh hrozil Řecku státní bankrot, aby bylo takové situaci zabráněno Trojka (Evropská komise, Evropská centrální banka a Mezinárodní měnový fond) poskytla Řecku úvěr ve výši 110 miliard eur. Řecko se také zavázalo zásadně snížit schodek v rozpočtu a přijmout řadu reforem.
Dluhovou krizi se ale nedařilo dostat pod kontrolu ani v následujících letech. Tato situace vedla ke druhému záchrannému úvěru schválenému v roce 2012. Oba programy, které činily dohromady 240 miliard eur, byly podmíněny úspornými opatřeními, strukturálními reformami a privatizací vládních aktiv. Tyto úvěry byly ale použity hlavně ke splacení mezinárodních půjček a udržení kapitalizace bank.
Vzhledem k tomu, že platnost druhého záchranného programu měla vypršet 30. června 2015, navrhla Trojka třetí program. Ten vyžadoval významná úsporná opatření, mezi které patřil převod řeckých aktiv, zlepšení dlouhodobé udržitelnosti důchodového systému, daňová reforma vedoucí k vyšším daním, úplná právní nezávislost ELSTATu (řecký statistický úřad, kvůli zamezení možnosti narušit ekonomická data), usnadnění podnikání v Řecku.
Řecký premiér Alexis Tsipras oznámil, že o přijetí či zamítnutí tohoto návrhu bude rozhodnuto 5. července v celostátním referendu. Velká většina občanů hlasovala pro odmítnutí podmínek Trojky (61% pro odmítnutí, 39% pro přijetí, 62,5% volební účast). Po hlasování posílili názory, že Řecku bude muset dokonce opustit eurozónu (tzv. Grexit). Následující den (6. července) rezignoval řecký ministr financí Yanis Varoufakis a byl nahrazen Euclidem Tsakalotosem.
Nicméně, i přes výsledek referenda, dosáhli 13. července vůdci eurozóny dohody o třetím záchranném programu přibližně ve stejném znění jako v červnu.

### Itálie
V roce 2011 dosahoval veřejný dluh v poměru k HDP v Itálii 122%, což z Itálie činilo druhou (po Řecku) nejzadluženější zemi eurozóny. Italská vláda se pokoušela snižovat dluh zvýšením daní a omezováním státních výdajů. Tato situace částečně vedla k pádu vlády (Silvio Berlusconi) a v následujícím roce i protestům v ulicích, protestující požadovali zmírnění reforem a efektivnější boj s nastalou nezaměstnaností. Nespokojenost a protesty pokračovaly i v roce 2013, odborový svaz také vyhlásil stávky, které ochromily největší italská města. K protestům se postupně přidávali studenti, obchodníci či sedláci.

### Portugalsko
Podobně jako Řecko, i Portugalsko bylo v roce 2012 v takové hospodářské situaci, která vyžadovala zásah ze strany Evropy. První záchranný program ve výši 78 miliard eur nebyl pro zemi dostačující. Na konci téhož roku bylo rozhodnuto, že Portugalsko postupně obdrží dalších 78 miliard eur. To vedlo Portugalsko ke zvýšení daní, škrtům v rozpočtu a snížení důchodů. Opatření vlády vedla k tisícovým demonstracím v Lisabonu.
V roce 2013 portugalská vláda pokračovala ve státních opatřeních, mimo jiné se zvyšoval věk odchodu do důchodu a prodlužovaly pracovní hodiny státních úředníků. To vedlo k dalším protestům a také stávkám, které ochromily zejména infrastrukturu.

### Španělsko
V polovině roku 2012 se úrok ze španělských dluhopisů dostal nad kritických 6%. Vláda byla nucena přistoupit ke značným úsporným opatřením. Španělsko se stejně jako Řecko a Portugalsko nacházelo v nepříznivé situaci (statisícové stávky, téměř 25% nezaměstnanost) a bylo nuceno požádat Eurozónu o úvěr ve výši 412 miliard eur. To s sebou neslo další ekonomické škrty proti kterým se zejména v Madridu zvedla vlna protestů a následovala generální stávka.
Situace vedla k žádostem o odstoupení španělského premiéra Mariana Rajoy, který byl mimo jiné zapleten do korupční kauzy Gürtel. To vedlo k dalším protestům v ulicích Madridu, protestující žádali rezignaci Rajoye. Protesty se změnily ve střet s policií. Protesty proti úsporným opatřením pokračovaly i v následujících letech.